# 国連UNHCR協会
特定非営利活動法人国連UNHCR協会（こくれんユーエヌエイチシーアールきょうかい、英称：Japan for UNHCR）は、東京都港区に本部を置く特定非営利活動法人（NPO）である。世界各地にある「国連難民高等弁務官事務所（UNHCR）の国内委員会」の一つであり、日本における公式支援窓口として、民間からの寄付募集・広報活動を行っている。

## 概要
国連の難民支援機関UNHCRの活動を支える日本の公式支援窓口。UNHCRの活動資金を、各国政府からの任意の拠出金に加えて、広く民間からも支えていこうという機運が世界的に高まり、アメリカ、オーストラリア、スペインに続き、日本では2000年10月に、民間の支援窓口として、特定非営利活動法人 国連UNHCR協会が設立された。
- 主な目的：日本における国連難民高等弁務官事務所（UNHCR）の公式支援窓口として、民間からの支援を行う。
- 主な活動は
  - 都度ごとの寄付と、「毎月倶楽部」という月々一定額の継続支援の呼びかけ
  - 協会ニュースレター「With You」を制作し、支援者に配布
  - UNHCRが緊急援助を行う際には、連動して緊急支援の呼びかけを行う
  - 難民映画祭の開催（UNHCR（国連難民高等弁務官事務所）駐日事務所との共催）[1]
  - 広報活動として、イベントの参加や、企画も行っている。

## 沿革
- 2000年（平成12年） - 「日本国連HCR協会」設立準備委員会発足
- 2000年（平成12年）10月 - 「日本国連HCR協会」として法人登録（初代理事長　赤野間征盛、初代事務局長　山本浩）
- 2003年（平成15年）7月 - 認定NPO法人となる
- 2004年（平成16年） - 協会ニュースレター『With you』創刊
- 2004年（平成16年）6月 - メールニュース配信開始
- 2004年（平成16年）9月 - 事務局　長榎川勝也　就任
- 2005年（平成17年）9月 - 「日本UNHCR協会」に名称変更
- 2007年（平成19年）6月 - 事務局長　根本かおる　就任
- 2009年（平成21年）4月 - 「国連UNHCR協会」に名称変更
- 2010年（平成22年）1月 - 事務局長　高嶋由美子　就任
- 2011年（平成23年）11月 - 事務局長　檜森隆伸　就任
- 2013年（平成25年）4月 - 理事長　滝澤三郎　就任
- 2014年（平成26年）3月 - 理事長　甲斐幹敏　就任
- 2016年（平成28年）3月 - 理事長　滝澤三郎　就任
- 2017年（平成29年）7月 - 事務局長　星野 守　就任
- 2019年（平成31年）3月 - 理事長　田中明彦　就任

## 街頭キャンペーン（Face to Face）活動

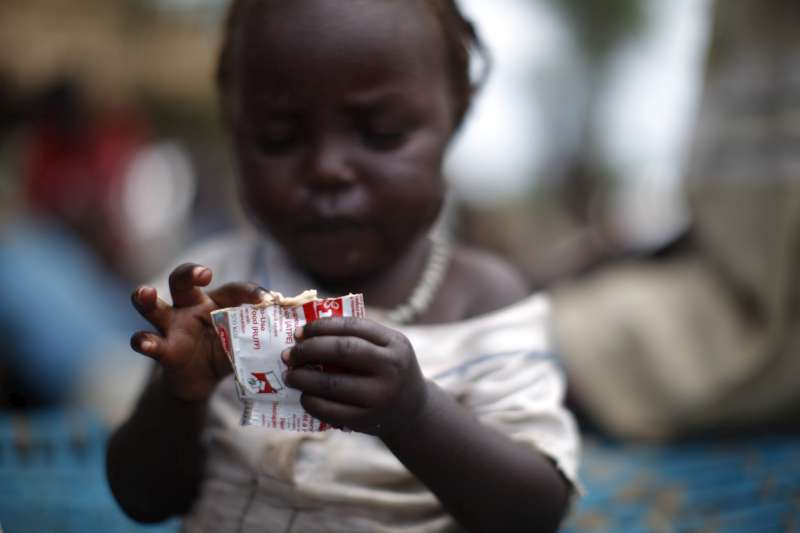
栄養補助食品（Plumpy’Nut®）

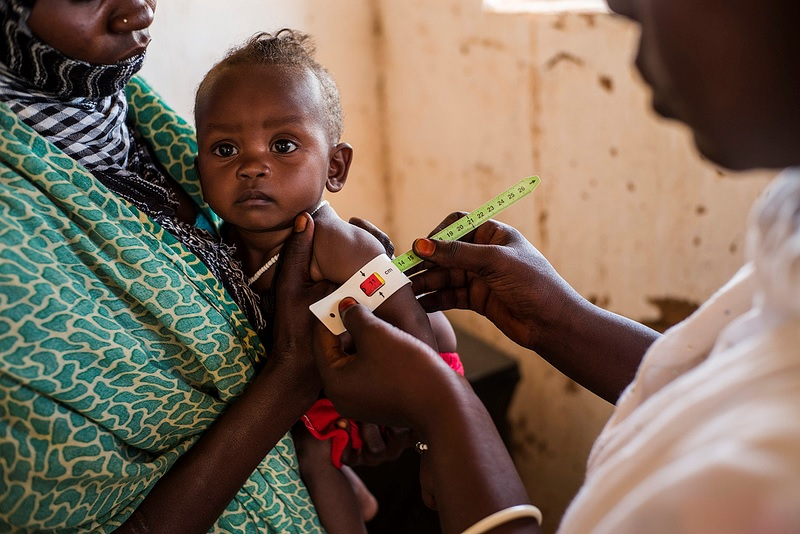
命のうでわ（上腕周囲径測定帯）

街頭キャンペーン（Face to Face）活動とは、日本全国の商業施設、百貨店、空港、街頭（駅前の公共スペース等）やイベント会場等にて、国連UNHCR協会のキャンペーン・スタッフが直接対面（Face to Face）で難民援助活動について説明し、継続的な難民支援（毎月倶楽部）への参加を呼びかける活動。
国連UNHCR協会のキャンペーン・スタッフは、"フロントライナー"と呼ばれ、実際に難民キャンプにて提供されている命のうでわ（上腕周囲径測定帯）や栄養補助食品（Plumpy’Nut®）等のツールを使用して、難民の現状を説明している。フロントライナーは、UNHCRのロゴ入りのブルーのユニフォームを着用して活動をしており、定期的に研修を受けている。
キャンペーンでは、ときに20年以上に及ぶ避難生活を送る難民を支えるため、月々一定額の支援（毎月倶楽部）への参加を呼び掛けている。また、緊急事態に対応するため世界各地で活動をしている職員をサポートする費用としても使われる。毎月倶楽部では、毎月￥1,000～の寄附が可能。クレジットカードや口座からの自動引落しとなる。
国連UNHCR協会は東京都より認定された認定NPO法人のため、寄付は寄附金控除（税制上の優遇措置）の対象となる。領収証は1年分をまとめて、翌年1月末までに送付される。寄付額や引き落とし方法の変更、寄付の停止はウェブページや電話から行うことが出来る。
Face to Faceキャンペーン活動は、世界14カ国（米国、カナダ、オーストラリア、スペイン、ブラジル、ドイツ、スウェーデン、韓国など）でも実施されている。

## UNHCR駐日事務所との関係
UNHCR駐日事務所は、国連難民高等弁務官事務所（UNHCR）が、現在世界約130カ国に置く事務所のひとつである。本部はスイスのジュネーヴにある。駐日事務所は、主に日本政府との窓口を務めており、難民に関する政治的・政策的な問題に関する政府やメディアとのコミュニケーションはUNHCR駐日事務所が担っている。
一方、国連UNHCR協会は、UNHCR本部と契約し、日本における公式支援窓口として、UNHCR駐日事務所と連携しつつ、広報・募金活動に従事している特定非営利活動法人となる。民間からの寄付に対して、税控除の領収証を発行することができる認定NPO法人となっている。協会は、UNHCR本部の民間資金調達部門が提示する方針に添って募金・広報活動を進めている。

## 関連人物
サポーター
- MIYAVI：UNHCR親善大使（ミュージシャン）
- 吉田都：国連難民サポーター（バレリーナ）
- 村上雅則：国連難民サポーター（野球評論家）

広報委員
- 渋谷ザニー：ファッションデザイナー
- 武村貴世子：ラジオDJ、司会
- 松田陽子：シンガーソングライター

その他
- 緒方貞子：第8代国連難民高等弁務官（1990年 - 2000年）
- 滝澤三郎：元理事長